# Domínguez
Domínguez es un apellido patronímico, proveniente del nombre propio Domingo. El patronímico castellano -ez (probablemente relacionado con el germánico *-iks) significa "hijo de". Al tratarse de un nombre propio muy común debido a la devoción a diversos santos, como Santo Domingo de Guzmán, fundador de los dominicos o Santo Domingo de Silos, no existe un origen común y existen múltiples ramas